# 48 Horas de Sexo Alucinante
48 Horas de Sexo Alucinante é um filme brasileiro pornográfico de 1987 dirigido por José Mojica Marins, também conhecido pelo seu alter ego, Zé do Caixão. O filme é precedido por 24 Horas de Sexo Explícito (1985).

## Sinopse
Depois de ver o filme 24 Horas de Sexo Explícito, um psiquiatra contrata José Mojica Marins para filmar um concurso de sexo mais longa: 48 horas. Durante as filmagens, os atores e Marins percebem que eles estão lá para cumprir um fetiche sexo pervertido do psiquiatra: ser penetrado por um touro quando ela está dentro de uma vaca de madeira.

## Elenco
- José Mojica Marins
- Oswaldo Cirilo
- Walter Gabarron
- Zé da Ilha
- Sílvio Júnior
- Mário Lima
- Nelson Carlos Magalhães
- Benê de Oliveira
- Andréa Pucci
- Nádia Tell